# アルベルト・ソルベリ
アルベルト・ソルベリ（Alberto Sorbelli、1964年5月9日 - ）は、イタリアの俳優。

## 出演作品
- ある朝突然、スーパースター Superstar (2012) - アルベルト